# Europarlamentari della Danimarca della III legislatura
Gli europarlamentari della Danimarca della III legislatura, eletti in occasione delle elezioni europee del 1989, furono i seguenti.

## Composizione storica
| Europarlamentare           | Lista                           | Gruppo |
| -------------------------- | ------------------------------- | ------ |
| Birgit Bjørnvig            | Movimento Popolare contro la CE | ARC    |
| Freddy Blak                | Socialdemocratici               | SOC    |
| Jens-Peter Bonde           | Movimento Popolare contro la CE | ARC    |
| Frode Nør Christensen      | Democratici di Centro           | PPE    |
| Ib Christensen             | Movimento Popolare contro la CE | ARC    |
| Ejner Hovgård Christiansen | Socialdemocratici               | SOC    |
| John Iversen               | Partito Popolare Socialista     | GUE    |
| Erhard V. Jakobsen         | Democratici di Centro           | PPE    |
| Kirsten M. Jensen          | Socialdemocratici               | SOC    |
| Marie Jepsen               | Partito Popolare Conservatore   | DE     |
| Niels Anker Kofoed         | Venstre                         | LDR    |
| Tove Nielsen               | Venstre                         | LDR    |
| Klaus Riskær Pedersen      | Venstre                         | LDR    |
| Joanna Rønn                | Socialdemocratici               | SOC    |
| Christian Rovsing          | Partito Popolare Conservatore   | DE     |
| Ulla Margrethe Sandbæk     | Movimento Popolare contro la CE | ARC    |

## Modifiche intervenute

### Democratici di Centro
- In data 01.03.1994 a Erhard V. Jakobsen subentra Arne Melchior.